# Kolonia Zachód
Kolonia Zachód – przysiółek wsi Chróścielów położony w województwie opolskim, w powiecie głubczyckim, w gminie Kietrz.